# 4月16日 (旧暦)
旧暦4月16日（きゅうれきしがつじゅうろくにち）は、旧暦4月の16日目である。六曜は先勝である。

## できごと
- 元慶元年（ユリウス暦877年6月1日　グレゴリオ暦換算877年6月5日） - 貞観より元慶に改元
- 元暦元年（ユリウス暦1184年5月27日　グレゴリオ暦換算1184年6月3日） - 寿永より元暦に改元
- 正慶2年/元弘3年（ユリウス暦1333年5月30日　グレゴリオ暦換算1333年6月7日） - 足利尊氏が、後醍醐天皇による倒幕挙兵を討伐するために入京
- 応永4年（ユリウス暦1397年5月13日　グレゴリオ暦換算1397年5月21日） - 金閣寺の上棟式
- 嘉吉元年（ユリウス暦1441年5月6日　グレゴリオ暦換算1441年5月15日） - 結城合戦：結城城落城。
- 慶長19年（グレゴリオ暦1614年5月24日） - 豊臣秀頼が、焼失した京都・方広寺大仏殿（京の大仏）を再建

## 誕生日
- 弘安元年（ユリウス暦1278年5月9日　グレゴリオ暦換算1278年5月16日） - 虎関師錬、臨済宗の僧（+ 1346年）

## 忌日
- 神鳳元年（ユリウス暦252年5月11日　グレゴリオ暦換算252年5月11日） - 孫権、呉の初代皇帝（* 182年）
- 天正13年（グレゴリオ暦1585年5月15日） - 丹羽長秀、武将（* 1535年）